# Jeorjos Kondilis
Jeorjos Kondilis (gr. Γεώργιος Κονδύλης; ur. 1878 w Prusos, zm. 1 lutego 1936 w Atenach) – grecki generał i polityk, 119. premier Grecji.

## Życiorys
Kondilis urodził się w Prusos, jako ochotnik zaciągnął się do armii w 1896 roku, brał udział w walkach powstańczych na Krecie. W czasie wojen bałkańskich (1912–1913) został promowany do stopnia kapitana. W 1918 brał udział w walkach z bolszewikami na Ukrainie, w składzie greckiego korpusu ekspedycyjnego. Był przeciwny utrzymaniu monarchii w 1920 roku. Do kraju powrócił w 1922 roku jako generał-major, wspierał monarchistyczną rewoltę rok później. Wkrótce potem przeszedł na wojskową emeryturę i został politykiem.
Został wybrany do parlamentu i założył Narodową Partię Demokratyczną. Od marca do czerwca 1924 roku pełnił funkcję ministra wojny. W czasie dyktatury Teodorosa Pangalosa zesłany na Santoryn, zdołał 21 sierpnia 1926 r. przeprowadzić zamach stanu, który obalił dyktaturę i przywrócił system republikański. W 1932 r. został ponownie ministrem wojny.
10 października 1935 r. wojsko obaliło rząd Panajisa Tsaldarisa, Kondilis ogłosił się regentem, obalił republikę i przeprowadził plebiscyt o przywrócenie monarchii. Po powrocie króla Jerzego II 25 listopada ustąpił ze stanowisk.
Zmarł na zawał serca 1 lutego 1936 roku.